# Fiction House

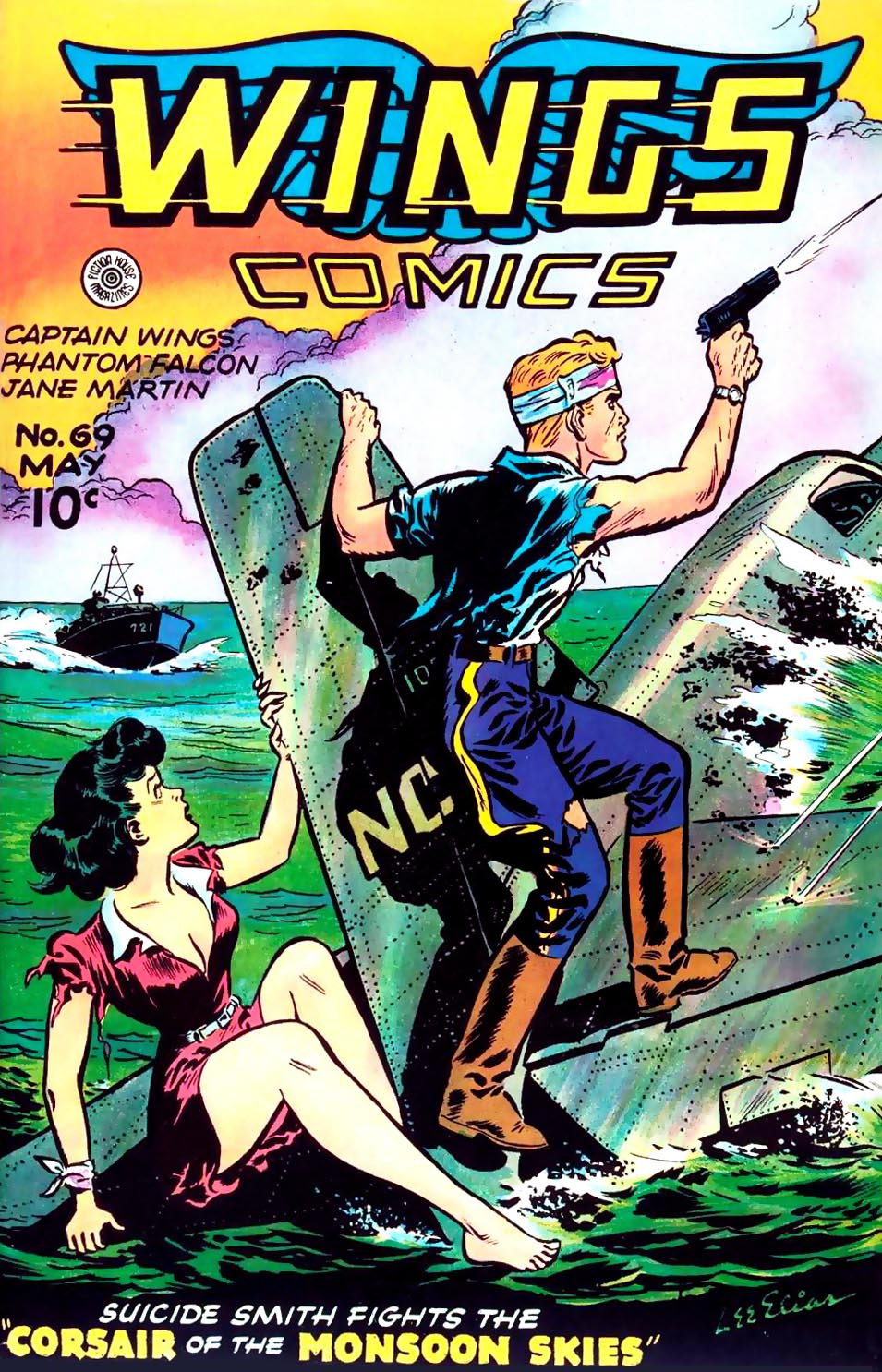

Fiction House est une maison d'édition américaine de pulps et de comic books fondée dans les années 1920 et disparue en 1954. Durant la Seconde Guerre mondiale, Fiction House est la maison d'édition qui a employé le plus de femmes. Entre autres y travaille Lily Renée qui est la dessinatrice vedette de la maison. Comme elle signe L. Renée, les lecteurs pensent le plus souvent qu'elle est un homme. La version bande dessinée de Sheena, reine de la jungle est apparue dans la série de comic books Jumbo Comics en 1938.

## Documentation
- (en) Fiction House sur la Grand Comics Database.
- (en) Mike Benton, « Fiction House », The Comics Book in America. An Illustrated History, Dallas : Taylor Publishing Company, 1989, p. 119-120.